# 阿古
阿古，明朝，女真人，喜塔拉氏，努尔哈赤的外祖父，稻叶君山《清朝前史》以阿古都督即王杲。

## 生平
阿古是努尔哈赤母亲宣皇后之父。镇守佛他罗珲地方（今吉林省安图县二道白河镇宝马村），代管错草沟山口。随表兄覺昌安过江，至赫图阿拉，后来到两面城镇守。又跟随女婿塔克世在辽东作战，有功，病卒。葬在沈阳辉山，赐八户守墓，以牛羊礼祭。

## 家族
- 高祖父：昂武都里巴颜德
  - 曾祖父：都力根都督
    - 祖父：都力绩都督
      - 姑母，兴祖直皇后，福满之妻，覺昌安之母
      - 父亲：禅察（参察）都督
        - 阿古都督（图合卓太妈法）
          - 女儿：显祖宣皇后
          - 子：达格都督，镇守依车新野地方，都督，代管苏苏处，随至赫图阿拉，管理浑河沟满洲部落。随努尔哈赤至辽东，卒，赐丁守墓，视功臣例赐祭。其后裔归福陵充差
            - 孙：富汉查罕（富翰查罕），由长白山随至赫图阿拉。又随塔克世至凤凰城等处征伐有功 ，努尔哈赤命为镇守野河等地方，都督，卒赐祭葬
              - 曾孙：芬太
                - 玄孙：倭合
                  - 书合图黑

            - 孙：达尔汉
              - 曾孙：文泰
                - 玄孙：乌理
                  - 乌勒纳

            - 孙：音达珲
              - 曾孙：依理泰
                - 玄孙：依达海
                  - 萨达海

          - 子：多甘扎亲都督
            - 孙：索浑噶哈
              - 曾孙：噶萨理
                - 玄孙：发萨理
                  - 佐代

          - 子：派古都督
            - 孙：海浓阿海理阿妈玛法
              - 曾孙：海启顺
                - 玄孙：答宁阿
                  - 海理

        - 弟：裴扬武都督（业力果玛法），镇守佛阿托等处，代管依车山，为都督。
          - 侄子：索福
            - 侄孙：买图
              - 曾侄孙：叶书
                - 玄侄孙：明伦
                  - 喜尔本[3]